# Bothriomyrmex meridionalis
Bothriomyrmex meridionalis é uma espécie de inseto do gênero Bothriomyrmex, pertencente à família Formicidae.